# بيتر جونز (لاعب اتحاد الرغبي)
بيتر جونز (بالإنجليزية: Peter Jones)‏ هو لاعب اتحاد الرغبي نيوزيلندي، ولد في 24 مارس 1932 في كايتيا ‏ في نيوزيلندا، وتوفي في 7 يونيو 1994.

## وصلات خارجية
- بيتر جونز عل موقع إسبنسكروم (الإنجليزية)